# Comida di Buteco
Comida di Buteco é um concurso que elege os melhores botecos da cidade, considerado o maior evento gastronômico de Minas Gerais e um dos maiores do Brasil. Foi criado em 2000 pela Rádio Gerais, através do gastrônomo Eduardo Maya e teve seu lançamento na cidade de Belo Horizonte.Em 2025 completa 25 anos e hoje acontece em todo o Brasil, de Manaus a Porto Alegre, valorizando os pequenos negócios familiares e transformando vidas.

## História
Belo Horizonte é conhecida nacionalmente conhecida como a "capital nacional do boteco". Existem na capital mineira cerca de 12.000 estabelecimentos, mais bares per capita do que qualquer outra grande cidade do Brasil. A culinária mineira é uma atração concomitante que acompanha bem a cerveja, o chope, o vinho ou a famosa cachaça mineira.
No final do ano de 1999, em uma festa de final de ano da extinta Rádio Geraes, Eduardo Maya do programa Momento Gourmet, juntamente com João Guimarães, proprietário da emissora e Maria Eulália Araújo, Gerente de Marketing e Comercial, definiram a criação de um evento que valorizasse a tradicional cozinha de raiz e os botecos da cidade de Belo Horizonte. O evento foi batizado de Comida di Buteco, caracterizado como um concurso dedicado exclusivamente aos botecos brasileiros.
Todos os anos entre abril e maio é realizada a competição anual de bares que serve de pretexto para visitar diversos estabelecimentos em mais de cinquenta cidades do Brasil, durante um mês, em busca dos melhores petiscos ou tira-gostos, como dizem os mineiros. A partir de 2008, o concurso iniciou sua expansão pelo Brasil e em 2023 realizou 25 circuitos de norte a sul do Brasil atingindo quase 1000 botecos participantes. São eleitos os melhores butecos através de quatro quesitos: higiene, temperatura da bebida, atendimento e, principalmente, o petisco ou tira-gosto. Os vencedores são decididos não só pelos jurados mas também por votação popular.
A edição de 2020 foi cancelada por conta da pandemia de COVID-19.
Em 3 de junho de 2024, o concurso se tornou patrimônio cultural, gastronômico e imaterial do estado do Rio de Janeiro. O projeto de Lei nº 1735/2023 foi sancionado pelo governador Cláudio Castro após ser aprovado na na Assembleia Legislativa do Rio de Janeiro (Alerj) devido ao evento que bateu recordes na última edição.
Só participam do Comida di Buteco estabelecimentos em que o dono está à frente do negócio, não havendo redes tampouco franquias. O objetivo do concurso é valorizar estes pequenos negócios familiares, que fazem parte da cultura brasileira.

## Expansão e abrangência
O Comida di Buteco extrapolou as fronteiras de Minas Gerais e aportou em outras cidades singulares, tais como: Rio de Janeiro, Salvador e Goiânia. No interior do estado de São Paulo o evento passou a ser realizado em Campinas, Ribeirão Preto e São José do Rio Preto. Depois se expandiu para a cidade de São Paulo, além de Curitiba, Brasília, Recife e Fortaleza. Posteriormente chegou também à região Norte, através de Belém e Manaus. No Sul, Florianópolis e Porto Alegre. Por fim, outras cidades, como no interior de Minas Gerais: Juiz de Fora, Montes Claros, Poços de Caldas e Ipatinga.

### Locais onde é realizado o Comida di Buteco

#### Região Sudeste
- Belo Horizonte
- Uberlândia
- Montes Claros
- Ipatinga
- Poços de Caldas
- Juiz de Fora
- Rio de Janeiro
- Campinas
- São José do Rio Preto
- Ribeirão Preto
- São Paulo

#### Região Centro-Oeste
- Goiânia

#### Região Nordeste
- Salvador
- Fortaleza

#### Região Norte
- Belém
- Manaus